# Энгер, Кеннет
Ке́ннет Э́нгер (англ. Kenneth Anger, собственно англ. Kenneth Wilbur Anglemeyer, 3 февраля 1927[…], Санта-Моника, Калифорния — 11 мая 2023, Юкка-Валли, Калифорния) — американский кинорежиссёр и сценарист, один из главных представителей киноавангарда США 50-х—60-х годов, практически в одиночку создававший свои фильмы. Исповедовал учение телемы, созданное Алистером Кроули. Имеет IX Степень в O.T.O. (Орден Восточного Храма).

## Биография
Кеннет Энгер родился 3 февраля 1927 года в городе Санта-Моника, штат Калифорния, США.

## Цитата
Отрывок из романа Роберта Ирвина «Ложа чернокнижников» (Satan Wants Me, 1999), в котором описывается фильм Энгера «Торжественное открытие храма наслаждений» (замечание: в тексте книги используется другая транскрипция фамилии режиссёра).

«Открытие храма наслаждений» я смотрел уже по пятому разу. Не считая нас с Гренвиллем, публика состояла из кинолюбителей, которые думали, что смотрят фильм. Но на самом деле Энджер поставил ритуал, обрекающий их души на проклятие. «Открытие храма наслаждений» — это сборище оккультистов. После окутанных дымом титров следуют призывания Гора — Венценосного младенца. Великий зверь, Шива, и его супруга Кали приветствуют гостей на обряде. Среди приглашённых Лилит, Изида, Пан и Астарта. Роль Гекаты исполнял сам Энджер. Чезаре — сомнамбула из фильма «Кабинет доктора Калигари» — воскрешён и принимает участие в мероприятии в роли дворецкого, а призрак Кроули, явившийся в голубоватой дымке, неотступно следует за участниками обряда. Яркий блеск и обилие плоти привораживают глаз. Это похоже на психоделический мюзикл, снятый в лавке старьёвщика, где всё отполировано до блеска.

Источник: Ирвин, Роберт. Ложа чернокнижников: Роман / Перевод с англ. В.Симонова.— Спб.: «Симпозиум», 2005.—512с. ISBN 5-89091-283-6

## Факты
- Первую копию своего фильма «Фейерверки» Кеннет Энгер продал профессору Альфреду Кинси.

## Фильмография
- 1947 — Фейерверки / Fireworks
- 1949 — Красно-коричневый момент / Puce Moment
- 1953 — Фейерверк вод / Eaux d'artifice
- 1954 — Торжественное открытие храма наслаждений / Inauguration of the Pleasure Dome
- 1963 — Восход Скорпиона / Scorpio Rising
- 1965 — Kustom Kar Kommandos / Kustom Kar Kommandos
- 1969 — Пробуждение моего демонического брата / Invocation of My Demon Brother
- 1980 — Восход Люцифера / Lucifer Rising
- 2000 — Не курите эту сигарету / Don't Smoke That Cigarette
- 2002 — Человек, которого мы хотим повесить / The Man We Want To Hang